# 771 v.Chr.
Het jaar 771 v.Chr. is een jaartal volgens de christelijke jaartelling.

## Gebeurtenissen

### China
- De hoofdstad Hao in westelijke Zhou-dynastie wordt door barbaren verwoest, Luoyang wordt de nieuwe residentie.